# 554879 Kissgyula
554879 Kissgyula è un asteroide della fascia principale. Scoperto nel 2011, presenta un'orbita caratterizzata da un semiasse maggiore pari a 2,4135847 au e da un'eccentricità di 0,1273244, inclinata di 13,89161° rispetto all'eclittica.